# Distretto della Sedia

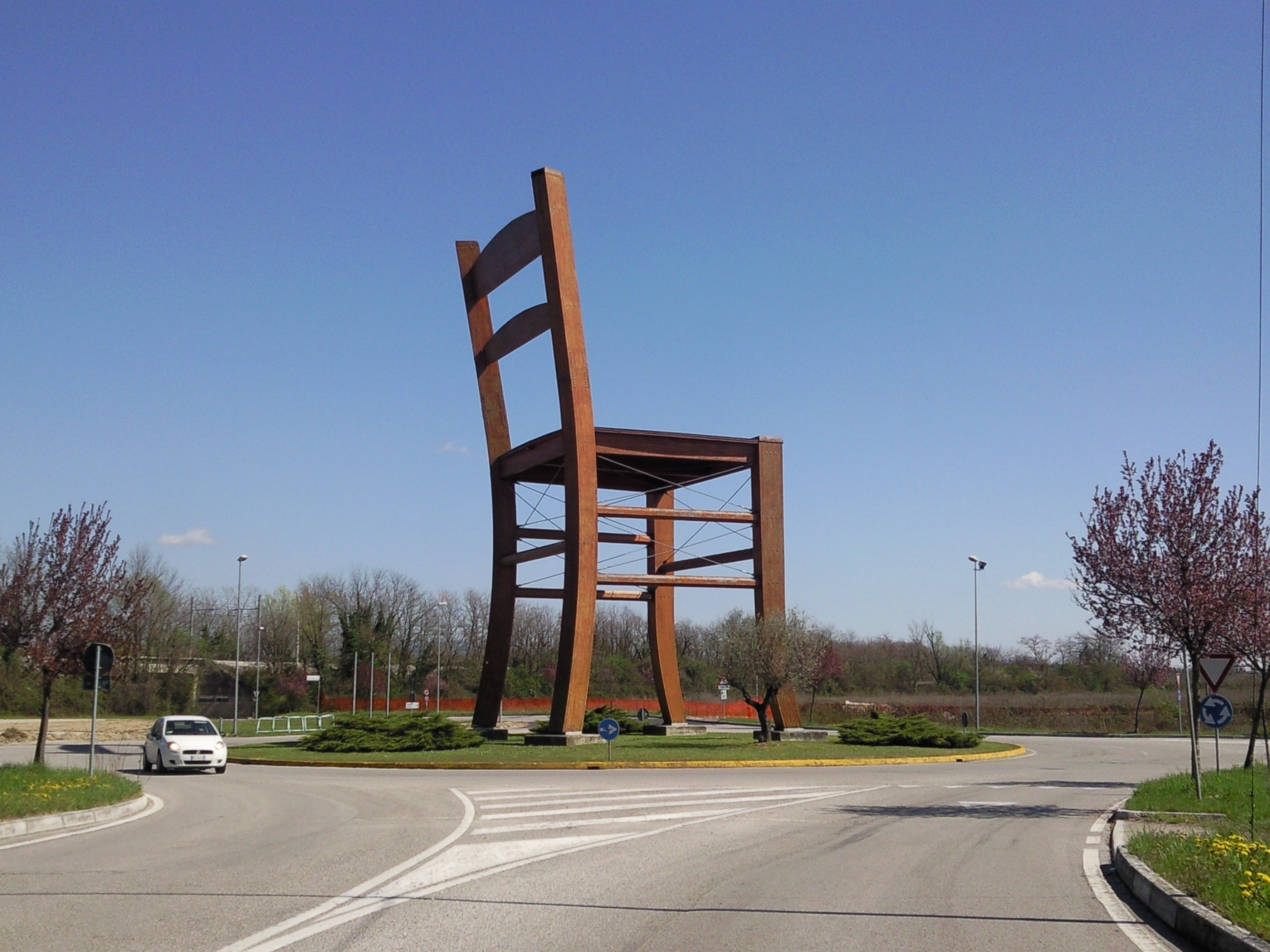
La Grande sedia di Manzano era un simbolo del Triangolo della Sedia (demolito il 20 dicembre 2016)

Il Distretto della Sedia è una realtà produttiva collocata nel cuore del Friuli Venezia Giulia, regione adriatica al confine con Slovenia ed Austria. Il nucleo industriale originario, inizialmente costituito dai Comuni di Corno di Rosazzo, Manzano e San Giovanni al Natisone, ovvero il “Triangolo della Sedia”, si è via via esteso fino a comprendere oggi undici comuni della provincia di Udine. 
Il Distretto della Sedia oggi si estende per 220 km² e comprende, oltre ai tre originari, i comuni di Aiello del Friuli, Buttrio, Chiopris Viscone, Moimacco, Pavia di Udine, Premariacco, San Vito al Torre e Trivignano Udinese.

## Storia
La storia del Distretto della Sedia è strettamente collegata allo sviluppo industriale del Friuli Venezia Giulia, giungendo le sue radici fino all'antichità, dove i mercati e le aree di produzione si svilupparono lungo le principali vie di comunicazione, ovvero mari, fiumi e strade.
Nel Settecento molti falegnami di origine carnica emigrarono nella Contea di Gorizia, tra Mariano del Friuli e Cormons, successivamente alla concessione del taglio della selva della Ternova autorizzata da Maria Teresa d'Asburgo agli abitanti della zona. Verso la fine del secolo si era pertanto sviluppato un nucleo di botteghe di artigiani specializzati nella produzione di sedie impagliate.
Dopo il 1866, quando l'Impero Austro Ungarico cedette al neo costituito Regno d'Italia il Friuli-Venezia Giulia, ad eccezione della Contea di Gorizia e di Gradisca, i fabbricanti di sedie marianesi si ritrovarono svantaggiati per la maggior concorrenza interna dei produttori di sedie viennesi e per gli alti dazi imposti alle esportazioni. Tutto ciò ebbe come conseguenza una seconda emigrazione che vide una ventina di famiglie passare dal dominio austriaco verso i comuni del Friuli italiano, ovvero Manzano, San Giovanni al Natisone e Corno di Rosazzo dove si costituì il primo nucleo di quello che oggi è il Distretto della Sedia.
A cavallo tra Ottocento e Novecento le botteghe dedite alla fabbricazione di sedie erano legate tra loro da vincoli familiari con la conseguenza che le aziende presenti nel Triangolo della Sedia si moltiplicarono, trasformando i comuni da rurali a proto-industriali. Verso la fine dell'Ottocento vennero realizzate diverse opere tra cui la costruzione del ponte sul Natisone, la tratta ferroviaria Udine-Trieste-Manzano e la creazione di scuole d'Arti e Mestieri a Udine, che spinsero sempre più famiglie ad emigrare nel territorio friulano dell'Italia e rafforzarono il comparto produttivo.

### Tra le due Guerre
Nei primi anni del Novecento i settori agricoli ed industriali si svilupparono fortemente ma, a causa dello scoppio della prima guerra mondiale, molti uomini vennero arruolati portando presto l'economia alla paralisi. Al termine della guerra il 70% del potenziale industriale era annientato e le fabbriche distrutte. Tuttavia, tra i primi anni Venti e il 1927 il numero di imprese presenti nell'area di Manzano si quadruplicò: si trattava di piccole o piccolissime imprese a conduzione familiare contigue all'abitazione. Si iniziò inoltre a creare una rete di aziende che si completavano tra di loro e a cui le industrie più grandi cominciarono a subappaltare parte dei componenti della seduta.
La crescita del settore subì inevitabilmente le conseguenze della crisi economica del 1929, a cui si aggiunse la politica autarchica imposta dal governo fascista, che, sebbene aumentasse la richiesta di forniture per le grandi opere messe in piedi dal fascismo per lo sviluppo dell'Italia, penalizzava altresì le esportazioni e impediva l'utilizzo dei materiali provenienti da paesi stranieri. Tutto ciò rese difficile la reperibilità del legno e aumentò il costo della manodopera. Così le aziende, per far fronte alla crisi, aumentarono la loro offerta produttiva e cercarono di espandersi nei mercati esteri dell'Impero coloniale che l'Italia stava creando.

### Gli anni del miracolo economico italiano
La Seconda Guerra Mondiale aumentò le difficoltà già presenti; negli anni Cinquanta il sistema industriale si trovò ancora arretrato e composto da una miriade di piccole imprese artigiane e da poche grandi industrie private a partecipazione statale.
Negli anni Sessanta la ricostruzione post-bellica portò al boom dei consumi con una crescita esponenziale della domanda interna che in parte neutralizzò la crisi generale. Crebbero gli investimenti e la produzione subì un impulso all'industrializzazione senza precedenti. A partire da questo decennio inoltre si inizia ad affermare la prima generazione di designer italiani con la nascita di quegli oggetti che hanno fatto la fama del "Made in Italy" e anche nel Distretto della Sedia si inizia a sentire l'esigenza di valorizzare la produzione attraverso il design. Durante tali anni il Distretto vide una ricchezza diffusa senza precedenti, raggiungendo livelli di disoccupazione bassissimi ed una capacità produttiva senza pari.

### Dagli anni settanta ai duemila
Le successive svalutazione della lira e la crisi petrolifera degli anni '70 minarono i consumi interni e portarono le aziende ad avviare la ricerca di nuovi sbocchi sul mercato, anche in virtù dei numerosi contratti con gli statunitensi che vennero annullati per la concomitante caduta del dollaro, penalizzando quindi le esportazioni.
Alla crisi economica che affliggeva il paese negli anni '70, si aggiunse inoltre il distruttivo terremoto che colpì il Friuli-Venezia Giulia (1976) e che recò gravi danni al territorio e 
alle infrastrutture. I fondi assegnati per la ricostruzione furono tuttavia uno stimolo per la modernizzazione del Friuli, da cui anche il comparto trasse benefici. Continuava ad ogni modo ad esserci un'imprenditoria prettamente familiare che, sebbene fosse in grado di ammortizzare le difficoltà, non riusciva a mettere in atto ampie strategie per lo sviluppo del comparto.
La crisi portò quindi ad una trasformazione del Distretto, nel quale si rafforzarono soprattutto le aggregazioni industriali che si erano formate per rispondere alle richieste dei gruppi d'acquisto stranieri per le catene distributive nel settore del mobile di fascia medio-bassa. Aumentò la possibilità di industrializzazione del prodotto e tra le diverse aziende si consolidò una fitta rete di dipendenza, mentre alcuni marchi ebbero la possibilità di presentarsi direttamente sul mercato. Con la fine del millennio e l'avvicinarsi dell'entrata in vigore di una moneta unica (Euro), si crearono nuove sfide di mercato che spinsero le aziende ad iniziare la commercializzazione del prodotto su scala mondiale.
Dal 2000 ad oggi numerose aziende, tra quelle che non hanno saputo innovarsi, hanno cessato l'attività e si è assistito ad una radicale trasformazione del territorio. Si è altresì visto un consolidamento delle realtà produttive che, d'altro canto, hanno saputo maggiormente adattarsi alla nuova situazione proponendo percorsi di innovazione, sia di processo che di prodotto, presentandosi in tal modo più forti sul mercato e con un'identità riconoscibile.
Per la coordinazione dei nuovi processi innovativi per il Distretto della Sedia è attualmente attiva l'ASDI SEDIA - Agenzia per lo Sviluppo del Distretto Industriale della Sedia - il cui compito è promuovere lo sviluppo competitivo del comparto legno-arredo e rafforzarne l'immagine a livello internazionale.

### Dati sulle Imprese
|                                       | Totale nel Distretto | % Distretto su provincia |
| ------------------------------------- | -------------------- | ------------------------ |
| Km2                                   | 223,14               | 4.6%                     |
| Comuni                                | 11                   |                          |
| Residenti                             | 37.453               | 7,0%                     |
| Unità produttive attive nella filiera | 878                  | 48,2%                    |
| Imprese attive nella filiera          | 660                  |                          |
| - Imprese individuali                 | 26,56%               |                          |
| -Società di persone                   | 35,96%               |                          |
| -Società di capitale                  | 37,48%               |                          |
| Addetti nella filiera                 | 5.000/5.5000         | 52,13%                   |
| Imprese artigiane nella filiera       | 443                  | 40,8%                    |

## Grande sedia di Manzano
La Grande sedia era un monumento situato a Manzano dedicato al Distretto della Sedia. Fu inaugurata a Udine nell'ottobre del 1995 e solo successivamente spostata a Manzano. Dall'installazione venne fatta solo una manutenzione nel 2006 e subì due crolli negli anni successivi. Nel 2016 venne demolita per ragioni di sicurezza.
Durante la Festa della Sedia del 2019, il vicegovernatore della Regione Friuli Venezia Giulia, Riccardi, ha proposto di collocare una nuova "Grande Sedia" all'inizio del paese.